# نیکلاس باکستروم (بازیکن هاکی روی یخ)
نیکلاس باکستروم (فنلاندی: Niklas Bäckström؛ زادهٔ ۱۳ فوریهٔ ۱۹۷۸) بازیکن هاکی روی یخ اهل فنلاند است.